# الأرض المسطحة (رواية)
الأرض المسطحة: قصة رومانسية متعددة الأبعاد (بالإنجليزية: Flatland: A Romance of Many Dimensions)‏ هي رواية قصيرة إنجليزية ساخرة من تأليف إدوين أبوت أبوت، والذي كان يعمل ناظرا مدرسيا.
كتب أبوت الرواية في البداية باسم «المربع» في عام 1884. وتعد الأرض المسطحة من الروايات التي قدمت ملحوظات حادة حول النظام الطبقي في ثقافة العصر الفيكتوري ببريطانيا، إلا أن الإسهام الأهم لهذه الرواية هو استكشافها لعالم الأبعاد. ففي مقدمة إحدى الطبعات العديدة التي نشرت لهذه الرواية، نجد الكاتب إسحاق أسيموف يصفها بـ:«أفضل مقدمة يستعين بها المرء للخوض في فهم الأبعاد». ولهذا السبب، لا زالت الرواية تحظى بشعبية بين دارسي الرياضيات والفيزياء وعلوم الحاسب.
و قدمت القصة في عدد من الأفلام السينمائية، كان أخرها فيلم روائي طويل إنتاج 2007 هو الأرض المسطحة Flat Land. كما قدمت عنها بعض الأفلام التجريبية والقصيرة.

## القصة

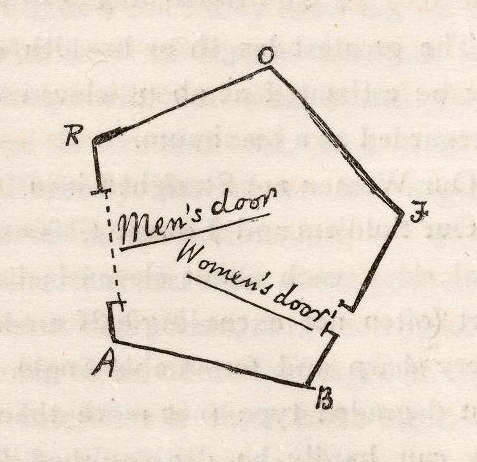
مثال لتوضيحي منزل بسيط في الأرض المسطحة.

تدور القصة حول عالم ثنائي الأبعاد يسمى بالأرض المسطحة، يرويها مربع قليل الشأن من طبقة الحرفيين. يصف المربع عالمه في بداية الرواية قائلا:
«تخيلوا صحيفة شاسعة من الورق عليها خطوط مستقيمة ومثلثات ومربعات وأشكال خماسية وسداسية، وغير ذلك من الأشكال الهندسية التي تتحرك هنا وهناك بحرية تامة بدلًا من أن تظل ثابتة في مكانها، وهي تتحرك على السطح أو داخله دون أن تكون لها القدرة على أن ترتفع فوقه أو تهبط أسفل منه، شأنها في ذلك شأن الظلال، ولكنها تبدو ذات كتلة وتشع حوافها ضوءًا. تخيلوا ذلك وسوف ترتسم في أذهانكم صورة أقرب إلى الواقع تصف بلادي وسكانها، وا أسفاه كنت قبل أعوام قليلة أستطيع أن أقول «كَوْني»، ولكن عقلي الآن قد تفتح فأدركت ما لم أكن أدركه من قبل.»
ويقودنا المربع إلى بعض مضامين الحياة ثنائية الأبعاد. يحلم المربع بزيارة عالم أحادي البعد (الأرض الخطية)، وبأنه يحول اقناع الملك الجاهل لهذا العالم بوجود بعد ثاني. ولكنه يكتشف استحاله توضيح الأمر لذلك الملك الذي لا يستطيع ادراك أبعد من عالمه الخطي.
ثم يزور الراوي بعد ذلك جسم كروي ثلاثي الأبعاد، والذي لا يستطيع أن يفهم حقيقته إلا بعد أن يري أرض المساحة (ثلاثية الأبعاد) بنفسه. يزور هذا الجسم الكروي الأرض المسطحة مرة في بداية كل ألفية بهدف تعريف بعض من أهلها بوجود بعد ثالث بغية تعليم كل سكانها بهذا مع مرور الزمن. ويدرك أهل العلم ثلاثي الأبعاد أن القائمين على حكم الأرض المسطحة يفهمون ويدركون وجود الجسم الكروي، ولكنهم يقوموا بتصفية أي من يتحدث عن عالم المساحة والبعد الثالث. وهو مايحدث بالفعل بعد هذه الزيارة، حيث يذبح ويسجن الكثير (كل حسب طبقته الاجتماعية).

## وصلات خارجية
- نسخة مترجمة للكتاب من قبل مؤسسة هنداوي للتعليم والثقافة